# Shiraz International Airport
Shiraz International Airport (persiska: فرودگاه بین‌المللی شهید دستغیب شیراز) är en flygplats i Iran.   Den ligger i delprovinsen (shahrestan) Shiraz och provinsen Fars, i den centrala delen av landet, 700 km söder om huvudstaden Teheran. Shiraz International Airport ligger 1 499 meter över havet.
Terrängen runt Shiraz International Airport är platt åt sydväst, men åt nordost är den kuperad. Terrängen runt Shiraz International Airport sluttar söderut.Runt Shiraz International Airport är det ganska tätbefolkat, med 179 invånare per kvadratkilometer. Närmaste större samhälle är Shiraz, 9,7 km nordväst om Shiraz International Airport. Omgivningarna runt Shiraz International Airport är i huvudsak ett öppet busklandskap.